# ويليام هنري ماغواير
ويليام هنري ماغواير (بالإنجليزية: William Henry McGuire)‏ هو سياسي كندي، ولد في 31 مايو 1875، وتوفي في 31 أكتوبر 1957. حزبياً، نشط في الحزب الليبرالي الكندي. وقد انتخب عضو مجلس الشيوخ الكندي.